# 丹尼尔·查波
丹尼尔·弗朗西斯科·查波（葡萄牙語：Daniel Francisco Chapo；1977年1月6日—）是莫桑比克莫桑比克解放阵线党籍政治人物、律师和法学家。 2016年至2024年期間，查波擔任伊尼扬巴内省省长。他代表莫桑比克解放阵线參加2024年莫桑比克大選並當選新一任莫桑比克總統。